# Konkurs (film 1980)
Konkurs – amerykański melodramat z 1980 roku.

## Obsada
- Richard Dreyfuss – Paul Dietrich
- Amy Irving – Heidi Joan Schoonover
- Lee Remick – Greta Vandemann
- Sam Wanamaker – Andrew Erskine
- Joseph Cali – Jerry DiSalvo
- Ty Henderson – Michael Humphries
- Vicki Kriegler – Tatjana Baronova
- Adam Stern – Mark Landau
- Philip Sterling – Pan Dietrich
- Gloria Stroock – Pani Dietrich
- Bea Silvern – Madame Gorshev
- James Sikking – Brudenell
- Delia Salvi – Pani DiSalvo
- Jimmy Sturtevant – Vinnie DiSalvo
- Kathy Talbot – Denise DiSalvo

## Nagrody i nominacje
Oscary za rok 1980
- Najlepsza piosenka – People Alone – muz. Lalo Schifrin; sł. Will Jennings (nominacja)
- Najlepszy montaż – David E. Blewitt (nominacja)

Złote Globy 1980
- Najlepsza muzyka – Lalo Schifrin (nominacja)

Złota Malina 1980
- Najgorszy aktor – Richard Dreyfuss (nominacja)